# Bébé nageur

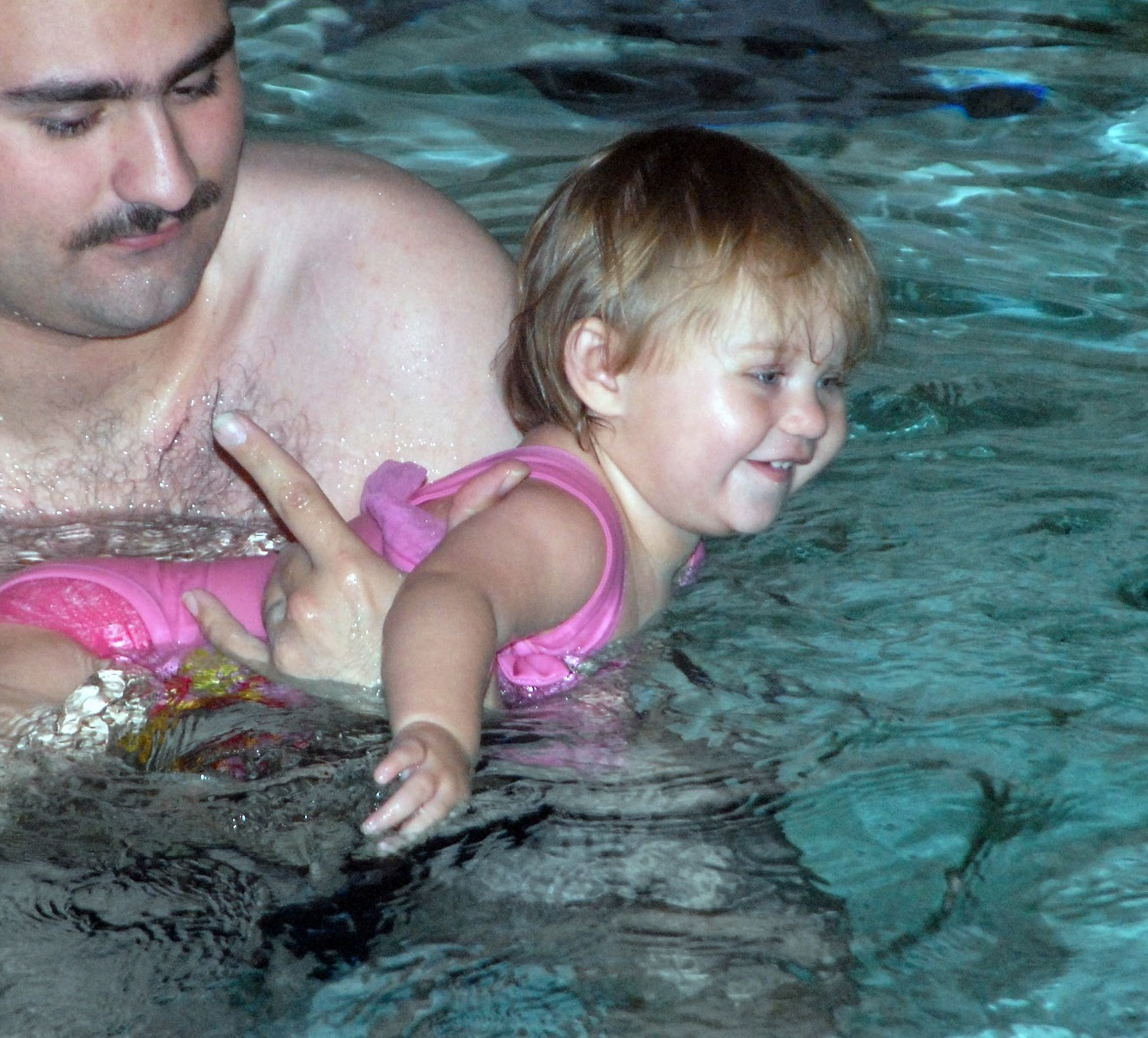
Un père habitue son bébé à une piscine de la manière habituelle.

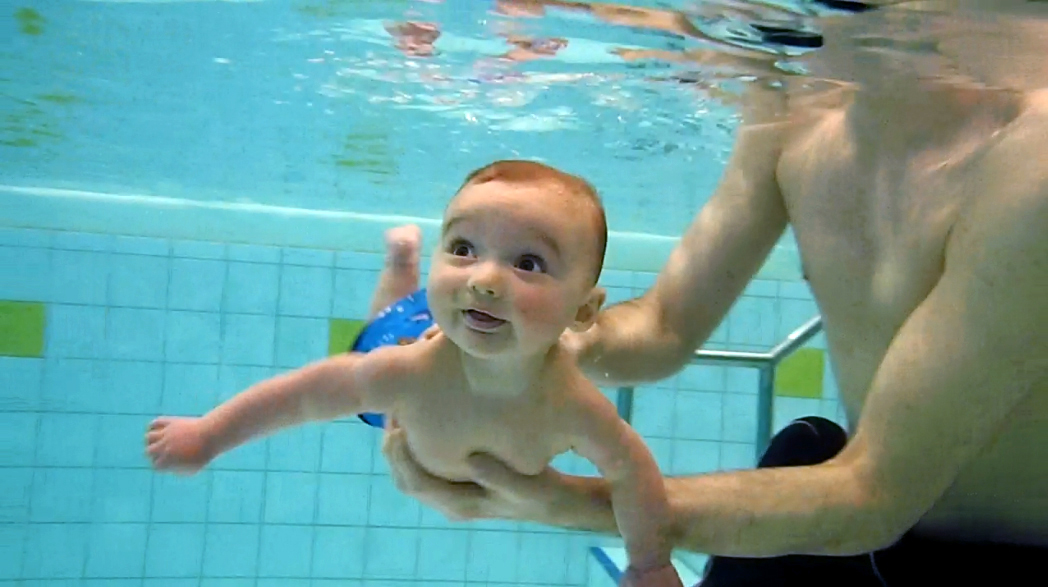
Un bébé en plongée.

Les bébés nageurs sont des nourrissons qui apprennent notamment à contrôler leur respiration lorsqu'ils sont immergés. Ils coupent instinctivement leur respiration sous l'eau. Par extension, des séances organisées en piscine pour des bébés accompagnés de leurs parents sont appelées « bébés nageurs ». Ces séances ont pour objectif de familiariser les bébés et jeunes enfants (moins de 4 ans) avec le milieu aquatique.
L'immersion des bébés nageurs est rendue possible par les mouvements réflexes de natation, d'apnée et l'ouverture spontanée des yeux. Une immersion de la tête peut ne durer que quelques secondes.

## Historique
Les premières expériences significatives de « bébé-nageurs » sont réalisées en 1939 par Myrtle Byram McGraw, psychologue développementaliste et professeure au Briarcliff College (en). Elle réalise 445 observations sur 42 enfants âgés de 11 jours à deux ans et demi, mettant en évidence trois phases dans le développement du comportement aquatique de l'enfant : des mouvements réflexes de natation (nage du chien par exemple), un comportement désorganisé, des mouvements volontaires ou délibérés.
Un bébé nageur est mis en vedette dans le clip de Nirvana Come as You Are (1992) et sur la couverture de l'album Nevermind (1991).

## Risques pour la santé
Dès 1986, un médecin allemand a souligné les risques pour la santé de la plongée pour les nourrissons et ses conséquences parfois graves. Il a écrit que depuis l'introduction des bébés nageurs en Allemagne, plusieurs centaines de nourrissons étaient morts de complications cérébrales à la suite de sinusite et d'otite survenues après la plongée. Les pédiatres ont également signalé des cas d'arrêt cardiorespiratoire .